# اسکیت اینلاین اگرسیو

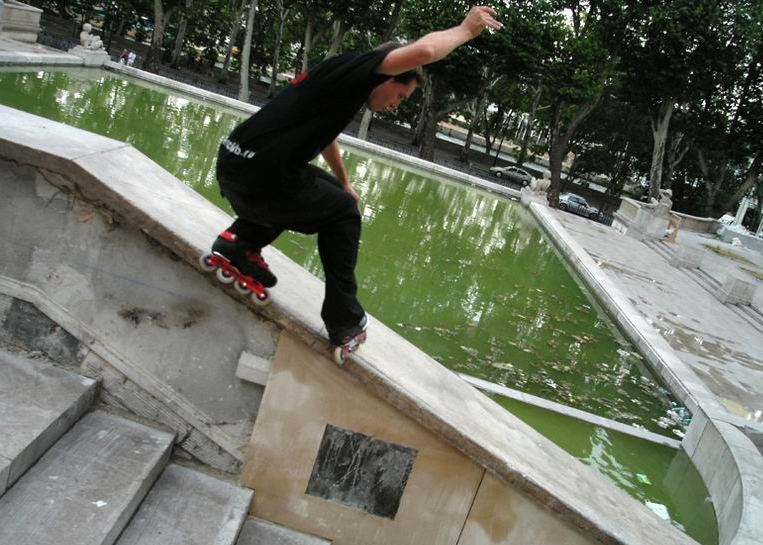
تکنیک سول

ورزش اسکیت این لاین اگرسیو (به انگلیسی: Aggressive inline skating) یا اسکیت اینلاین چالشی یکی از رشته‌های ورزش‌های سبک افراطی می‌باشد، که با اسکیت‌های این لاین طراحی شدهٔ مخصوص و با تمرکز روی لم‌ها و تکنیک‌ها و استایل سبک اجرا می‌شود. این ورزش شامل انواع گوناگونی از رنده‌کردن‌ها (به انگلیسی: Grind)، حرکات هوائی، لغزیدن‌ها یا سر خوردن‌ها (به انگلیسی: Slide) و دیگر مانورهای پیشرفته‌است. زیر سبک‌های این ورزش با توجه به محیطی که در آن انجام می‌شود، به سبک‌های ورت (زمین عمودی)، پارک، و اسکیت خیابانی تقسیم می‌شود.

## تاریخچه اسکیت اگرسیو در ایران
اسکیت اگرسیو امروزه در ایران با وجود آنکه هنوز هم در نگاه بعضی اشخاص غیر اسکیت باز ورزشی عجیب شناخته می‌شود، اما بسیار پیشرفت کرده‌است و در تمام شهرها ورزشکارانی به این رشته مشغولند.
حضور این رشته در ایران، نزدیک به ده سال پیش بازمی‌گردد و عدهٔ محدودی به آن فعال بودند و از همین عده هم تعداد انگشت شماری از اصطلاحات این لاین اگرسیو و این لاین استانت که هر دو برای این رشته استفاده می‌شود؛ اطلاع داشتند.
اکثریت مردم این رشته را با نام «رمپ» می‌شناختند. اصطلاح «رمپ باز» برای کسانی به کار می‌رفت که اسکیت اگرسیو داشتند و از ارتفاعات مختلف گپ یا همان پرش انجام می‌دادند و بعضی‌ها هم بر روی لژها گرایند اجرا می‌کردند.
اما به مرور و به سرعت این رشته پیشرفت کرد مخصوصاً زمانی که در پارک‌ها نظیر پارک ملت یا در پیست تابان در رسالت، هف پایپ ساخته شد که این وسیله «یو» یا همان «رمپ» نامیده می‌شد!
حالا در مناطق تهران مثلاً منطقه ۱۴ ناحیه ۱ خ پیروزی پارک شکوفه اسکیت بازان پرش هستند
همچنین حضور اسکیترهایی که در کشورهای دیگر به این رشته پرداخته و به ایران آمده بودند، باعث شد که انواع اسکیت‌ها، سبک‌ها و تکنیک‌های این رشته شناخته‌تر شود.
اسکیترها سبک خود را در رشتهٔ اگرسیو انتخاب نمودند و به صورت تخصصی به تمرینات خود ادامه دادند تا سال ۲۰۰۵.
در این سال مسابقات آسیایی تایلند برگزار می‌شد و فدراسیون اسکیت هم تصمیم گرفت که با برگزاری مسابقات داخلی، اسکیترهای کشورمان را به این مسابقات اعزام کند.

## تاریخچه
اینلاین اسکیت طوری طراحی شده بود که مانند اسکیت روی یخ، در فصول هوای گرم کار کند و ابتدا توسط Louis) Legrange) لوئی لگرانژ فرانسوی در سال ۱۸۴۹ اختراع شد. لگرانژ (Louis Legrange)اسکیتی برای اپرائی ساخت که یکی از کارکترهای آن می‌بایست در حال اسکیت روی یخ به نظرمی آمد. اسکیت طراحی شده توآم با مشکلات و ناموفقیت بود طوری که کسی که اسکیت را می‌پوشید نه می‌توانست دور بزند نه اینکه بایستد (توقف نماید).
در سال ۱۹۸۰ گروهی از بازیکنان هاکی روی یخ در مینه‌سوتا به دنبال راهی برای تمرین در فصل تابستان می‌گشتند. اسکات و برنان اولسون کمپانی رولربلید را برای فروش اسکیت هائی با چهار چرخ از جنس پلی اورتان
که پشت سر هم روی خط مستقیم در زیر بوت آن چیده شده بودند، تأسیس کردند. در سال ۱۹۸۸ رولربلید اولین اسکیت اگرسیوبا نام «رولربلید لایتنینگ تی آر اس» را به بازار معرفی کرد. ورزش اسکیت اگرسیو سرانجام در سال ۱۹۹۰ به صورت ورزشی سازمان یافته توسعه پیدا کرد. فدراسیون اسکیت اگرسیو (به انگلسیس: ASA) با حضور تعدادی از ورزشکاران سبک اگرسیو در سال ۱۹۹۴ شکل یافت که انجمنی برای توسعه قانون‌های مدیریت مسابقات و تجهیزات بود. این بازی ابتدا در سال ۱۹۹۵ در لیست بازی‌های اکستریم در سال ۱۹۹۵ قرار گرفت که شامل رمپ عمودی و رویدادهای خیابانی می‌شد. اگرسیو اینلاین در سال ۲۰۰۵ به خاطر کم شدن تعداد طرفدارها از لیست بازی‌های اکستریم حذف شد.